# Helen Glover
Helen Rachel Mary Glover (Truro, 17 de junio de 1986) es una deportista británica que compite en remo; dos veces campeona olímpica y tres veces campeona mundial. Está casada con el presentador de televisión Steve Backshall.
Participó en cuatro Juegos Olímpicos de Verano, obteniendo tres medallas, oro en Londres 2012, oro en Río de Janeiro 2016 y plata en París 2024, y un cuarto lugar en Tokio 2020.
Ganó seis medallas en el Campeonato Mundial de Remo entre los años 2010 y 2023, y seis medallas en el Campeonato Europeo de Remo entre los años 2014 y 2024.

## Trayectoria
En los Juegos de Londres 2012 obtuvo la medalla de oro en la prueba de dos sin timonel (junto con Heather Stanning), en Río de Janeiro 2016 ganó nuevamente el oro en el dos sin timonel y en París 2024 consiguió la medalla de plata en el cuatro sin timonel.
Se proclamó campeona mundial en tres años consecutivos, 2013, 2014 y 2015, y cuatro veces campeona europea, en los años 2014, 2015, 2016 y 2021.
Después de los Juegos de Río 2016 dejó de competir para dedicarse a su vida personal, ya que se casó con el presentador de televisión Steve Backshall. Pero, después de más de cuatro años de inactividad, en 2021 decidió volver a la competición y logró clasificarse para los Juegos de Tokio, en los que no pudo conseguir medalla al quedar en cuarto lugar en la final.
Fue la abanderada del Reino Unido en la ceremonia de apertura de los Juegos Olímpicos de París 2024 junto con el saltador Tom Daley.
Se graduó en Ciencias del Deporte en la Universidad Metropolitana de Cardiff. Por sus éxitos deportivos, fue nombrada miembro de la Orden del Imperio Británico (MBE) en el año 2012 y ascendida a oficial de la Orden del Imperio Británico (OBE) en el año 2025.

## Palmarés internacional
| Juegos Olímpicos   | Juegos Olímpicos          | Juegos Olímpicos  | Juegos Olímpicos   |
| Año                | Lugar                     | Medalla           | Prueba             |
| ------------------ | ------------------------- | ----------------- | ------------------ |
| 2012               | Londres (Reino Unido)     | Medalla de oro    | Dos sin timonel    |
| 2016               | Río de Janeiro (Brasil)   | Medalla de oro    | Dos sin timonel    |
| 2024               | París (Francia)           | Medalla de plata  | Cuatro sin timonel |
| Campeonato Mundial |                           |                   |                    |
| Año                | Lugar                     | Medalla           | Prueba             |
| 2010               | Cambridge (Nueva Zelanda) | Medalla de plata  | Dos sin timonel    |
| 2011               | Bled (Eslovenia)          | Medalla de plata  | Dos sin timonel    |
| 2013               | Chungju (Corea del Sur)   | Medalla de oro    | Dos sin timonel    |
| 2014               | Ámsterdam (Países Bajos)  | Medalla de oro    | Dos sin timonel    |
| 2015               | Aiguebelette (Francia)    | Medalla de oro    | Dos sin timonel    |
| 2023               | Belgrado (Serbia)         | Medalla de bronce | Cuatro sin timonel |
| Campeonato Europeo |                           |                   |                    |
| Año                | Lugar                     | Medalla           | Prueba             |
| 2014               | Belgrado (Serbia)         | Medalla de oro    | Dos sin timonel    |
| 2015               | Poznań (Polonia)          | Medalla de oro    | Dos sin timonel    |
| 2016               | Brandeburgo (Alemania)    | Medalla de oro    | Dos sin timonel    |
| 2021               | Varese (Italia)           | Medalla de oro    | Dos sin timonel    |
| 2023               | Bled (Eslovenia)          | Medalla de plata  | Cuatro sin timonel |
| 2024               | Szeged (Hungría)          | Medalla de oro    | Cuatro sin timonel |